# Takahiro Sekine
Takahiro Sekine (関根 貴大 Sekine Takahiro?,  Tsurugashima, Saitama, 19 de abril de 1995) es un futbolista japonés. Juega de centrocampista y su equipo es el Urawa Red Diamonds de la J1 League de Japón.

## Trayectoria

### Clubes
| Club                    | País     | Año           |
| ----------------------- | -------- | ------------- |
| Urawa Red Diamonds      | Japón    | 2013-2017     |
| F. C. Ingolstadt 04     | Alemania | 2017-2019     |
| Sint-Truidense (cedido) | Bélgica  | 2018-2019     |
| Urawa Red Diamonds      | Japón    | 2019-presente |

### Selección nacional
| Selección | País  | Año       |
| --------- | ----- | --------- |
| Sub-17    | Japón | 2011-2013 |
| Sub-20    | Japón | 2014      |
| Sub-23    | Japón | 2017-2018 |

## Palmarés

### Títulos nacionales
| Título             | Club               | País  | Año  |
| ------------------ | ------------------ | ----- | ---- |
| Copa J. League     | Urawa Red Diamonds | Japón | 2016 |
| Copa del Emperador | Urawa Red Diamonds | Japón | 2021 |
| Supercopa de Japón | Urawa Red Diamonds | Japón | 2022 |

### Títulos internacionales
| Título                      | Club               | País  | Año  |
| --------------------------- | ------------------ | ----- | ---- |
| Liga de Campeones de la AFC | Urawa Red Diamonds | Japón | 2022 |

### Distinciones individuales
| Distinción                  | Año  |
| --------------------------- | ---- |
| MVP de mayo de la J. League | 2015 |